# 伊豆能賣神
伊豆能賣神（いづのめ の かみ）為《記紀》二書出現的消災免禍之神，對應於司掌災厄的禍津日神（まがつひ の かみ）。

## 概要

### 日本書紀之記載
《日本書紀》卷第一的記載和《古事記》的神話故事近似，伊奘諾尊在中游淨滌身體汙穢時，產生了八十枉津日神（やそまがつひ のかみ）；同段第十種說法則敘述產生了大綾津日神，「大綾」與「大禍」同義，故亦指禍津日神。而另外生出的矯枉消厄之神，則為神直日神（かみなほひの かみ）、大直日神（おほなほひ の かみ）。但是，本書對於伊豆能賣神卻隻字未提。

### 古事記之記載
依照《古事記》上卷，從黃泉國逃返的伊邪那岐命進行禊祓（袪除污穢的淨化儀式），祂脫去的衣物誕生了衝立船戶神至邊津甲裴弁羅神等共12位神祇。接著在中游淨滌身體，產生八十禍津日神（やそまがつひ の かみ）、大禍津日神（おほまがつひ の かみ）等二神，乃由亡者之汙穢所構成。為了消免前二神之禍，又生神直毘神（かみなほび の かみ）、大直毘神（おほなほび の かみ）、伊豆能賣神（いづのめ の かみ）等三神，以便將兇「禍（まが）」折「直」為良善，而伊豆能賣神則具有淨化汙穢之神力。

## 解說
神名中「伊豆（いづ）」同「嚴」，具有齋戒洗清之意；日語中的「賣（め）」為女神，可是神話故事裡沒有詳細記載，故通常將此神明當作男神。雖然《延喜式神名帳》曾記錄疑似主祭伊豆能賣神的「神魂伊豆乃賣神社」，坐落於出雲國出雲郡，但是現今日本全國並無奉祀此神明的神社。反倒是禍津日神一般都會隨著直毘神一同受人祭祀參拜，以便消災解厄、保護眾生。
本居宣長認為，伊豆能賣神可以對應到速開都比賣神，同為消災解厄之神。

## 外部連結
- （日語）大禍津日神 （页面存档备份，存于）